# Anioł ciemności
Anioł ciemności (ang. Angel) – amerykański serial telewizyjny, nadawany przez stację WB Television Network. W Polsce serial wyemitował kanał TV4. Powstało pięć sezonów Anioła ciemności, łącznie sto dziesięć odcinków, każdy trwający ok. 45 minut. Projekt jest spin-offem (projektem pobocznym) serialu Buffy: Postrach wampirów. Główną rolę powierzono Davidowi Boreanazowi.

## Opis fabuły
Serial kontynuuje przygody znanego z Buffy: Postrach wampirów wampira Angela, seryjnego mordercy, którego dusza została przywrócona mu przez Cyganów jako kara za morderstwo jednego z nich. Od tego momentu minęło wiele lat, teraz próbuje naprawić swe błędy pomagając ludziom jako prywatny detektyw zajmujący się sprawami paranormalnymi. W prowadzeniu agencji pomaga mu w tym Doyle – półdemon mający wizje, Cordelia – znajoma z Sunnydale oraz łowca demonów Wesley.

## Obsada

### Główna
- David Boreanaz jako Angel
- Charisma Carpenter jako Cordelia Chase (gł. do sezonu 4)
- Alexis Denisof jako Wesley Wyndam-Pryce
- J. August Richards jako Charles Gunn (gł. od sezonu 2)
- Andy Hallett jako Lorne (gł. od sezonu 4)
- Amy Acker jako Winifred „Fred” Burkle (gł. od sezonu 3) / Illyria (w sezonie 5)
- James Marsters jako Spike (gł. w sezonie 5)
- Glenn Quinn jako Allen Francis Doyle (sezon 1)
- Vincent Kartheiser jako Connor (gł. w sezonie 4)
- Mercedes McNab jako Harmony Kendall (gł. w sezonie 5)

### Postacie drugoplanowe
- Christian Kane jako Lindsey McDonald (sezony 1-2, 5)
- Elisabeth Röhm jako Kate Lockley (sezony 1-2)
- Thomas Burr jako Lee Mercer  (sezon 1)
- Julie Benz jako Darla
- Stephanie Romanov jako Lilah Morgan  (sezony 1-4)
- Matthew James jako Merl (sezony 2-3)
- Sam Anderson jako Holland Manners (sezony 1-2)
- Juliet Landau jako Drusilla (sezony 2, 5)
- Brigid Brannagh jako Virginia Bryce (sezon 2)
- Gerry Becker jako Nathan Reed (sezon 2)
- Marie Chambers jako Francine Sharp (sezon 2)
- Brody Hutzler jako Landok (sezony 2, 4)
- Michael Phenicie jako Silas (sezon 2)
- Keith Szarabajka jako Daniel Holtz (sezon 3)
- Daniel Dae Kim jako Gavin Park (sezony 2-4)
- David Denman jako Skip (sezon 3-4)
- Jack Conley jako Sahjhan  (sezony 3, 5)
- John Rubinstein jako Linwood Murrow (sezony 3-4)
- Laurel Holloman jako Justine Cooper (sezony 3-4)
- Mark Lutz jako Groosalugg (sezony 2-3)
- Alexa Davalos jako Gwen Raiden (sezon 4)
- Gina Torres jako Jasmine (sezon 4)
- Sarah Thompson jako Eve (sezon 5)
- Jonathan M. Woodward jako Knox (sezony 4-5)
- Marc Vann jako Dr. Sparrow (sezon 5)
- Jenny Mollen jako Nina Ash (sezon 5)
- Leland Crooke jako Archduke Sebassis (sezon 5)
- Ryan Alvarez jako Demon Slave (sezon 5)
- Mark Colson jako Izzy (sezon 5)
- Jennifer Griffin jako Trish Burkle (sezon 5)
- Gary Grubbs jako Roger Burkle (sezon 5)
- Adam Baldwin jako Marcus Hamilton (sezon 5)
- Dennis Christopher jako Cyvus Vail (sezon 5)

## Przegląd sezonów
| Sezon | Sezon | Odcinki | Premierowa emisja (The WB) | Premierowa emisja (The WB) | Premierowa emisja (TV4 – serie 1-3; Sci-Fi Channel – serie 4-5) | Premierowa emisja (TV4 – serie 1-3; Sci-Fi Channel – serie 4-5) |
| Sezon | Sezon | Odcinki | Premiera sezonu            | Finał sezonu               | Premiera sezonu                                                 | Finał sezonu                                                    |
| ----- | ----- | ------- | -------------------------- | -------------------------- | --------------------------------------------------------------- | --------------------------------------------------------------- |
|       | 1     | 22      | 5 października 1999        | 23 maja 2000               | 3 lutego 2001                                                   | 7 lipca 2001                                                    |
|       | 2     | 22      | 26 września 2000           | 22 maja 2001               | 15 września 2001                                                | 9 lutego 2002                                                   |
|       | 3     | 22      | 24 września 2001           | 22 maja 2002               | 1 września 2004                                                 | 25 stycznia 2005                                                |
|       | 4     | 22      | 6 października 2002        | 7 maja 2003                | 18 marca 2008                                                   | 16 kwietnia 2008                                                |
|       | 5     | 22      | 1 października 2003        | 19 maja 2004               | 17 kwietnia 2008                                                | 16 maja 2008                                                    |

## Lista odcinków

### Seria 1 (1999–2000)
| Nr | Tytuł                      | Tytuł polski                | Reżyseria        | Scenariusz                        | Premiera (The WB)    | Premiera w Polsce (TV4) |
| -- | -------------------------- | --------------------------- | ---------------- | --------------------------------- | -------------------- | ----------------------- |
| 1  | City Of                    | Miasto Anioła               | Joss Whedon      | Joss Whedon, David Greenwalt      | 5 października 1999  | 3 lutego 2001           |
| 2  | Lonely Hearts              | Samotne serce               | James A. Contner | David Fury                        | 12 października 1999 | 10 lutego 2001          |
| 3  | In the Dark                | W mroku                     | Bruce Seth Green | Douglas Petrie                    | 19 października 1999 | 17 lutego 2001          |
| 4  | I Fall to Pieces           | Załamanie                   | Vern Gillum      | Joss Whedon, David Greenwalt      | 26 października 1999 | 24 lutego 2001          |
| 5  | Rm w/a Vu                  | Pokój z widokiem            | Scott McGinnis   | David Greenwalt, Jane Espenson    | 2 listopada 1999     | 3 marca 2001            |
| 6  | Sense & Sensitivity        | Rozważna i heroiczna        | James A. Contner | Tim Minear                        | 9 listopada 1999     | 10 marca 2001           |
| 7  | Bachelor Party             | Kawaler do wzięcia          | David Straiton   | Tracey Stern                      | 16 listopada 1999    | 17 marca 2001           |
| 8  | I Will Remember You        | Będę Cię pamiętać           | David Grossman   | David Greenwalt, Jeannine Renshaw | 23 listopada 1999    | 24 marca 2001           |
| 9  | Hero                       | Bohater                     | Tucker Gates     | Howard Gordon, Tim Minear         | 30 listopada 1999    | 31 marca 2001           |
| 10 | Parting Gifts              | Niechciane wizje            | James A. Contner | David Fury, Jeannine Renshaw      | 14 grudnia 1999      | 7 kwietnia 2001         |
| 11 | Somnambulist               | Lunatyk                     | Winrich Kolbe    | Tim Minear                        | 18 stycznia 2000     | 21 kwietnia 2001        |
| 12 | Expecting                  | Przy nadziei                | David Semel      | Howard Gordon                     | 25 stycznia 2000     | 28 kwietnia 2001        |
| 13 | She                        | Ona                         | David Greenwalt  | David Greenwalt, Marti Noxon      | 8 lutego 2000        | 5 maja 2001             |
| 14 | I've Got You Under My Skin | Zalazłeś mi za skórę        | R.D. Price       | David Greenwalt, Jeannine Renshaw | 15 lutego 2000       | 12 maja 2001            |
| 15 | The Prodigal               | Marnotrawny                 | Bruce Seth Green | Tim Minear                        | 22 lutego 2000       | 19 maja 2001            |
| 16 | The Ring                   | Krąg                        | Nick Marck       | Howard Gordon                     | 29 lutego 2000       | 26 maja 2001            |
| 17 | Eternity                   | Wieczność                   | Regis B. Kimble  | Tracey Stern                      | 4 kwietnia 2000      | 2 czerwca 2001          |
| 18 | Five by Five               | Wszystko gra                | James A. Contner | Jim Kouf                          | 25 kwietnia 2000     | 9 czerwca 2001          |
| 19 | Sanctuary                  | Sanktuarium                 | Michael Lange    | Tim Minear, Joss Whedon           | 2 maja 2000          | 16 czerwca 2001         |
| 20 | War Zone                   | Martwa strefa               | David Straiton   | Garry Campbell                    | 9 maja 2000          | 23 czerwca 2001         |
| 21 | Blind Date                 | Randka w ciemno             | Thomas J. Wright | Jeannine Renshaw                  | 16 maja 2000         | 30 czerwca 2001         |
| 22 | To Shanshu in L.A.         | Żyć i umierać w Los Angeles | David Greenwalt  | David Greenwalt                   | 23 maja 2000         | 7 lipca 2001            |

### Seria 2 (2000–2001)
| №  | Nr | Tytuł                             | Tytuł polski             | Reżyseria           | Scenariusz                                  | Premiera (The WB)    | Premiera w Polsce (TV4) |
| -- | -- | --------------------------------- | ------------------------ | ------------------- | ------------------------------------------- | -------------------- | ----------------------- |
| 23 | 1  | Judgment                          | Wyrok wydano!            | Michael Lange       | Joss Whedon, David Greenwalt                | 26 września 2000     | 15 września 2001        |
| 24 | 2  | Are You Now or Have You Ever Been | Hotel wspomnień          | David Semel         | Tim Minear                                  | 3 października 2000  | 22 września 2001        |
| 25 | 3  | First Impressions                 | Pierwsze wrażenia        | James A. Contner    | Shawn Ryan                                  | 10 października 2000 | 29 września 2001        |
| 26 | 4  | Untouched                         | Nietknięta               | Joss Whedon         | Mere Smith                                  | 17 października 2000 | 6 października 2001     |
| 27 | 5  | Dear Boy                          | Drogi chłopcze           | David Greenwalt     | David Greenwalt                             | 24 października 2000 | 13 października 2001    |
| 28 | 6  | Guise Will Be Guise               | Tożsamość Anioła         | Krishna Rao         | Jane Espenson                               | 7 listopada 2000     | 20 października 2001    |
| 29 | 7  | Darla                             | Darla                    | Tim Minear          | Tim Minear                                  | 14 listopada 2000    | 27 października 2001    |
| 30 | 8  | The Shroud of Rahmon              | Całun                    | David Grossman      | Jim Kouf                                    | 21 listopada 2000    | 3 listopada 2001        |
| 31 | 9  | The Trial                         | Ława przysięgłych        | Bruce Seth Green    | David Greenwalt, Douglas Petrie, Tim Minear | 28 listopada 2000    | 10 listopada 2001       |
| 32 | 10 | Reunion                           | Spotkanie po latach      | James A. Contner    | Tim Minear, Shawn Ryan                      | 19 grudnia 2000      | 17 listopada 2001       |
| 33 | 11 | Redefinition                      | Nowy początek            | Michael Grossman    | Mere Smith                                  | 16 stycznia 2001     | 24 listopada 2001       |
| 34 | 12 | Blood Money                       | Krwawe pieniądze         | R.D. Price          | Shawn Ryan, Mere Smith                      | 23 stycznia 2001     | 1 grudnia 2001          |
| 35 | 13 | Happy Anniversary                 | Wszystkiego Najlepszego  | Bill L. Norton      | David Greenwalt, Joss Whedon                | 6 lutego 2001        | 8 grudnia 2001          |
| 36 | 14 | The Thin Dead Line                | Cienka, śmiertelna linia | Scott McGinnis      | Jim Kouf, Shawn Ryan                        | 13 lutego 2001       | 15 grudnia 2001         |
| 37 | 15 | Reprise                           | Wizyta z piekła rodem    | James Whitmore, Jr. | Tim Minear                                  | 20 lutego 2001       | 22 grudnia 2001         |
| 38 | 16 | Epiphany                          | Moja wina                | Thomas J. Wright    | Tim Minear                                  | 27 lutego 2001       | 29 grudnia 2001         |
| 39 | 17 | Disharmony                        | Powrót Harmonii          | Fred Keller         | David Fury                                  | 17 kwietnia 2001     | 5 stycznia 2002         |
| 40 | 18 | Dead End                          | Ślepy zaułek             | James A. Contner    | David Greenwalt                             | 24 kwietnia 2001     | 12 stycznia 2002        |
| 41 | 19 | Belonging                         | Każdy swoje miejsce ma   | Turi Meyer          | Shawn Ryan                                  | 1 maja 2001          | 19 stycznia 2002        |
| 42 | 20 | Over the Rainbow                  | Po drugiej stronie tęczy | Fred Keller         | Mere Smith                                  | 8 maja 2001          | 26 stycznia 2002        |
| 43 | 21 | Through the Looking Glass         | Komszukująca Cordelia    | Tim Minear          | Tim Minear                                  | 15 maja 2001         | 2 lutego 2002           |
| 44 | 22 | There's No Place Like Plrtz Glrb  | Nie ma jak w domu        | David Greenwalt     | David Greenwalt                             | 22 maja 2001         | 9 lutego 2002           |

### Seria 3 (2001–2002)
| №  | Nr | Tytuł                 | Tytuł polski           | Reżyseria        | Scenariusz               | Premiera (The WB)    | Premiera w Polsce (TV4) |
| -- | -- | --------------------- | ---------------------- | ---------------- | ------------------------ | -------------------- | ----------------------- |
| 45 | 1  | Heartthrob            | Za głosem serca        | David Greenwalt  | David Greenwalt          | 24 września 2001     | 1 września 2004         |
| 46 | 2  | That Vision Thing     | Wizje                  | Bill L. Norton   | Jeffrey Bell             | 1 października 2001  | 8 września 2004         |
| 47 | 3  | That Old Gang of Mine | Moja dawna drużyna     | Fred Keller      | Tim Minear               | 8 października 2001  | 15 września 2004        |
| 48 | 4  | Carpe Noctem          | Chwytaj noc            | James A. Contner | Scott Murphy             | 15 października 2001 | 22 września 2004        |
| 49 | 5  | Fredless              | Poznaj moich rodziców  | Marita Grabiak   | Mere Smith               | 22 października 2001 | 29 września 2004        |
| 50 | 6  | Billy                 | Billy                  | David Grossman   | Tim Minear, Jeffrey Bell | 29 października 2001 | 5 października 2004     |
| 51 | 7  | Offspring             | Potomstwo              | Turi Meyer       | David Greenwalt          | 5 listopada 2001     | 12 października 2004    |
| 52 | 8  | Quickening            | Dwa wampiry i dziecko  | Skip Schoolnik   | Jeffrey Bell             | 12 listopada 2001    | 19 października 2004    |
| 53 | 9  | Lullaby               | Kołysanka              | Tim Minear       | Tim Minear               | 19 listopada 2001    | 26 października 2004    |
| 54 | 10 | Dad                   | Tata wampir            | Fred Keller      | David H. Goodman         | 10 grudnia 2001      | 2 listopada 2004        |
| 55 | 11 | Birthday              | Najlepszego, dziecino! | Michael Grossman | Mere Smith               | 14 stycznia 2002     | 9 listopada 2004        |
| 56 | 12 | Provider              | Sztuka zrywania        | Bill L. Norton   | Scott Murphy             | 21 stycznia 2002     | 16 listopada 2004       |
| 57 | 13 | Waiting in the Wings  | Za kulisami            | Joss Whedon      | Joss Whedon              | 4 lutego 2002        | 23 listopada 2004       |
| 58 | 14 | Couplet               | Dwoje do tanga         | Tim Minear       | Tim Minear, Jeffrey Bell | 18 lutego 2002       | 30 listopada 2004       |
| 59 | 15 | Loyalty               | Lojalność              | James A. Contner | Mere Smith               | 25 lutego 2002       | 7 grudnia 2004          |
| 60 | 16 | Sleep Tight           | Słodkich snów          | Terrence O’Hara  | David Greenwalt          | 4 marca 2002         | 14 grudnia 2004         |
| 61 | 17 | Forgiving             | Przebaczenie           | Turi Meyer       | Jeffrey Bell             | 15 kwietnia 2002     | 21 grudnia 2004         |
| 62 | 18 | Double or Nothing     | Wszystko albo nic      | David Grossman   | David H. Goodman         | 22 kwietnia 2002     | 28 grudnia 2004         |
| 63 | 19 | The Price             | Wysoka stawka          | Marita Grabiak   | David Fury               | 29 kwietnia 2002     | 4 stycznia 2005         |
| 64 | 20 | A New World           | Nowy świat             | Tim Minear       | Jeffrey Bell             | 6 maja 2002          | 11 stycznia 2005        |
| 65 | 21 | Benediction           | Błogosławieństwo       | Tim Minear       | Tim Minear               | 13 maja 2002         | 18 stycznia 2005        |
| 66 | 22 | Tomorrow              | Jutro                  | David Greenwalt  | David Greenwalt          | 22 maja 2002         | 25 stycznia 2005        |

### Seria 4 (2002–2003)
| №  | Nr | Tytuł                                   | Reżyseria          | Scenariusz                                      | Premiera (The WB)    | Premiera w Polsce (Sci-Fi Channel) |
| -- | -- | --------------------------------------- | ------------------ | ----------------------------------------------- | -------------------- | ---------------------------------- |
| 67 | 1  | Deep Down                               | Terrence O’Hara    | Steven S. DeKnight                              | 6 października 2002  | 18 marca 2008                      |
| 68 | 2  | Ground State                            | Michael Grossman   | Mere Smith                                      | 13 października 2002 | 19 marca 2008                      |
| 69 | 3  | The House Always Wins                   | Marita Grabiak     | David Fury                                      | 20 października 2002 | 20 marca 2008                      |
| 70 | 4  | Slouching Toward Bethlehem              | Skip Schoolnik     | Jeffrey Bell                                    | 27 października 2002 | 21 marca 2008                      |
| 71 | 5  | Supersymmetry                           | Bill L. Norton     | Elizabeth Craft, Sarah Fain                     | 3 listopada 2002     | 24 marca 2008                      |
| 72 | 6  | Spin the Bottle                         | Joss Whedon        | Joss Whedon                                     | 10 października 2002 | 25 marca 2008                      |
| 73 | 7  | Apocalypse, Nowish                      | Vern Gillum        | Steven S. DeKnight                              | 17 listopada 2002    | 26 marca 2008                      |
| 74 | 8  | Habeas Corpses                          | Skip Schoolnik     | Jeffrey Bell                                    | 15 stycznia 2003     | 27 marca 2008                      |
| 75 | 9  | Long Day's Journey                      | Terrence O’Hara    | Mere Smith                                      | 22 stycznia 2003     | 28 marca 2008                      |
| 76 | 10 | Awakening                               | James A. Contner   | David Fury, Steven S. DeKnight                  | 29 stycznia 2003     | 31 marca 2008                      |
| 77 | 11 | Soulless                                | Sean Astin         | Elizabeth Craft, Sarah Fain                     | 5 lutego 2003        | 1 kwietnia 2008                    |
| 78 | 12 | Calvary                                 | Bill L. Norton     | Jeffrey Bell, Steven S. DeKnight, Mere Smith    | 12 lutego 2003       | 2 kwietnia 2008                    |
| 79 | 13 | Salvage                                 | Jefferson Kibbee   | David Fury                                      | 5 marca 2003         | 3 kwietnia 2008                    |
| 80 | 14 | Release                                 | James A. Contner   | Steven S. DeKnight, Elizabeth Craft, Sarah Fain | 12 marca 2003        | 4 kwietnia 2008                    |
| 81 | 15 | Orfeusz Orpheus                         | Terrence O’Hara    | Mere Smith                                      | 19 marca 2003        | 7 kwietnia 2008                    |
| 82 | 16 | Intryga Players                         | Michael Grossman   | Jeffrey Bell, Elizabeth Craft, Sarah Fain       | 26 marca 2003        | 8 kwietnia 2008                    |
| 83 | 17 | Na zewnątrz Inside Out                  | Steven S. DeKnight | Steven S. DeKnight                              | 2 kwietnia 2003      | 9 kwietnia 2008                    |
| 84 | 18 | Beztroskie szczęście Shiny Happy People | Marita Grabiak     | Elizabeth Craft, Sarah Fain                     | 9 kwietnia 2003      | 10 kwietnia 2008                   |
| 85 | 19 | Magiczny pocisk The Magic Bullet        | Jeffrey Bell       | Jeffrey Bell                                    | 16 kwietnia 2003     | 11 kwietnia 2008                   |
| 86 | 20 | Sacrifice                               | David Straiton     | Ben Edlund                                      | 23 kwietnia 2003     | 14 kwietnia 2008                   |
| 87 | 21 | Peace Out                               | Jefferson Kibbee   | David Fury                                      | 30 kwietnia 2003     | 15 kwietnia 2008                   |
| 88 | 22 | Home                                    | Tim Minear         | Tim Minear                                      | 7 maja 2003          | 16 kwietnia 2008                   |

### Seria 5 (2003–2004)
| №   | Nr | Tytuł                               | Reżyseria          | Scenariusz                       | Premiera (The WB)    | Premiera w Polsce (Sci-Fi Channel) |
| --- | -- | ----------------------------------- | ------------------ | -------------------------------- | -------------------- | ---------------------------------- |
| 89  | 1  | Conviction                          | Joss Whedon        | Joss Whedon                      | 1 października 2003  | 17 kwietnia 2008                   |
| 90  | 2  | Just Rewards                        | James A. Contner   | David Fury, Ben Edlund           | 8 października 2003  | 18 kwietnia 2008                   |
| 91  | 3  | Unleashed                           | Marita Grabiak     | Sarah Fain, Elizabeth Craft      | 15 października 2003 | 21 kwietnia 2008                   |
| 92  | 4  | Hell Bound                          | Steven S. DeKnight | Steven S. DeKnight               | 22 października 2003 | 22 kwietnia 2008                   |
| 93  | 5  | Life of the Party                   | Bill L. Norton     | Ben Edlund                       | 29 października 2003 | 23 kwietnia 2008                   |
| 94  | 6  | The Cautionary Tale of Numero Cinco | Jeffrey Bell       | Jeffrey Bell                     | 5 listopada 2003     | 24 kwietnia 2008                   |
| 95  | 7  | Lineage                             | Jefferson Kibbee   | Drew Goddard                     | 12 listopada 2003    | 25 kwietnia 2008                   |
| 96  | 8  | Destiny                             | Skip Schoolnik     | David Fury, Steven S. DeKnight   | 19 listopada 2003    | 28 kwietnia 2008                   |
| 97  | 9  | Harm's Way                          | Vern Gillum        | Elizabeth Craft, Sarah Fain      | 14 stycznia 2004     | 29 kwietnia 2008                   |
| 98  | 10 | Soul Purpose                        | David Boreanaz     | Brent Fletcher                   | 21 stycznia 2004     | 30 kwietnia 2008                   |
| 99  | 11 | Damage                              | Jefferson Kibbee   | Steven S. DeKnight, Drew Goddard | 28 stycznia 2004     | 1 maja 2008                        |
| 100 | 12 | You’re Welcome                      | David Fury         | David Fury                       | 4 lutego 2004        | 2 maja 2008                        |
| 101 | 13 | Why We Fight                        | Terrence O’Hara    | Drew Goddard, Steven S. DeKnight | 11 lutego 2004       | 5 maja 2008                        |
| 102 | 14 | Smile Time                          | Ben Edlund         | Joss Whedon, Ben Edlund          | 18 lutego 2004       | 6 maja 2008                        |
| 103 | 15 | A Hole in the World                 | Joss Whedon        | Joss Whedon                      | 25 lutego 2004       | 7 maja 2008                        |
| 104 | 16 | Shells                              | Steven S. DeKnight | Steven S. DeKnight               | 3 marca 2004         | 8 maja 2008                        |
| 105 | 17 | Underneath                          | Skip Schoolnik     | Elizabeth Craft, Sarah Fain      | 14 kwietnia 2004     | 9 maja 2008                        |
| 106 | 18 | Origin                              | Terrence O’Hara    | Drew Goddard                     | 21 kwietnia 2004     | 12 maja 2008                       |
| 107 | 19 | Time Bomb                           | Vern Gillum        | Ben Edlund                       | 28 kwietnia 2004     | 13 maja 2008                       |
| 108 | 20 | The Girl in Question                | David Greenwalt    | Steven S. DeKnight, Drew Goddard | 5 maja 2004          | 14 maja 2008                       |
| 109 | 21 | Power Play                          | James A. Contner   | David Fury                       | 12 maja 2004         | 15 maja 2008                       |
| 110 | 22 | Not Fade Away                       | Jeffrey Bell       | Jeffrey Bell, Joss Whedon        | 19 maja 2004         | 16 maja 2008                       |